# Adriana Díaz
Adriana Yamila Díaz González (Arecibo, 31 oktober 2000) is een Puerto Ricaans tafeltennisspeelster. Zij is rechtshandig en speelt met de shakehandgreep.
Ze nam deel aan de Olympische Zomerspelen 2016 en 2020 maar won geen medailles.
Ze is de zus van Melanie Díaz en de nicht van Brian Afanador, beiden tafeltennissers.